# Birat
Birat (nep. बिराट) – gaun wikas samiti w zachodniej części Nepalu w strefie Karnali w dystrykcie Jumla. Według nepalskiego spisu powszechnego z 2001 roku liczył on 188 gospodarstw domowych i 1223 mieszkańców (579 kobiet i 644 mężczyzn).